# Тайванські мови
Тайванські мови — мови «гаошань» — корінних жителів Тайваню австронезійської сім'ї. Тайванські мови не є єдиною мовною сім'єю, а скоріше географічним об'єднанням тубільних австронезійських мов Тайваню. В цей час аборигени становлять близько 2% населення острова[коли?]. З них далеко не всі володіють своїми рідними мовами. З 26 відомих тайваньських мов принаймні 10 вже зникли, ще 4-5 перебувають під загрозою зникнення.
Аборигенні мови Тайваню становлять особливий інтерес для порівняльно-історичної лінгвістики, оскільки її дані говорять про те, що Тайвань був місцем походження всієї австронезійської сім'ї. Ця гіпотеза останнім часом отримала підкріплення завдяки даним популяційної генетики.. За думкою Роберта Бласта, тайванські мови являють собою дев'ять з десяти відомих гілок австронезійської сім'ї, при цьому до останньої гілки, малайсько-полінезійської, відносяться близько 1200 мов за межами Тайваню. Хоч деякі лінгвісти не згодні з деякими деталями досліджень Бласта, консенсус спільноти все ж таки теж тяжіє до думки, що австронезійські мови походять з Тайваню, та більш того, дана теорія була лиш підкріплена пізнішими генетичними дослідженнями населення.

## Недавня історія
Всі корінні тайванські мови поступово витісняються китайською мовою, в тому числі її діалектними варіантами. У другій половині XX ст. — початку XXI ст. уряд Тайваню розвернув програму стимулювання малих народів острова, що включає викладання тайваньських мов як перших мов в місцевих школах. Однак, результати цієї ініціативи розчаровують.

## Перелік мов
Що стосується тайваньських мов, в ряді випадків важко провести межу між власне мовою і діалектом, у зв'язку з чим між фахівцями існують суперечки з приводу класифікації даних мов, особливо зниклих, про які є тільки фрагментарні відомості. Наведений нижче перелік не є остаточним і вичерпним.

### Живі мови
- Атаяльська мова
- Бунун (високий ступінь діалектної роздробленості)
- Аміська мова (високий ступінь діалектної роздробленості, іноді діалекти вважаються окремими мовами)
  - Натаоран
  - Сакізая
- Канаканаву (зникаюча)
- Кавалан (в ряді джерел[3] розглядається як зникаюча, хоча подальші дослідження можуть спростувати цю думку[15])
- Пайвань
- Пазех (зникаюча, на початку XXI ст. — один живий носій)
- Сайсіят
- Пуюма (пуюма)
- Рукай (висока ступінь діалектної роздробленості)
- Саароа (зникаюча)
- Сідік (Seediq, Truku)
- Tao (також відома як Ямі)
- Тхао (зникаюча)
- Цоу

### Зниклі мови
- Бабуза
- Басай
- Кетагалан
- Кулон
- Макатао
- Папора
- Сірая (також сирая; збереглася писемність, пізніше втрачена; ентузіасти намагаються відродити мову)
- Тайвоан
- Таокас
- Хоан